# Étoile Filante Wagadugu
Étoile Filante Wagadugu – burkiński klub piłkarski, grający obecnie w pierwszej lidze burkińskiej, mający siedzibę w mieście Wagadugu, stolicy kraju. Klub został założony w 1955. Zespół Étoile Filante jest rekordzistą pod względem wywalczonych tytułów mistrzów Burkinie Faso - wywalczył ich 12. Wśród wszystkich klubów burkińskich ma też największą liczbę zdobytych Pucharów Burkiny Faso – 20.

## Sukcesy
- Superdivision (12 razy): 1965, 1985, 1986, 1988, 1990, 1991, 1992, 1993, 1994, 2001, 2008
- Puchar Burkiny Faso (20 razy): 1963, 1964, 1965, 1968, 1970, 1972, 1975, 1976, 1985, 1988, 1990, 1992, 1993, 1996, 1999, 2000, 2001, 2003, 2006, 2008
- Burkiński Puchar Liderów (2 razy): 1991, 1999
- Superpuchar Burkiny Faso (5 razy): 1994, 1996, 1999, 2003, 2006

## Występy w afrykańskich pucharach
- Liga Mistrzów: 2 występy

2002 – 1. runda
2009 – 1. runda
- Puchar Mistrzów: 8 występów

1966 – 1. runda
1986 – 1. runda
1989 – 1. runda
1991 – 1. runda
1992 – 1. runda
1993 – 1. runda
1994 – 1. runda
1995 – 1. runda
- Puchar Konfederacji: 2 występy

2004 – 1. runda
2007 – 2. runda
- Puchar CAF: 2 występy

1996 – 1. runda
1999 – ćwierćfinał
2003 – 1. runda
- Puchar Zdobywców Pucharów: 2 występy

1997 – 1. runda
2000 – 1. runda